# Eddie Willis
Eddie "Chank" Willis (Grenada (Misisipi), 3 de junio de 1936 – Gore Springs (Misisipi), 20 de agosto de 2018) fue un músico de soul estadounidense. Willis fue un habitual como guitarrista en las sesiones de la banda de estudio de la Motown The Funk Brothers en la década de los 60 y 70.

## Carrera
Willis fue conocido por su estilo era conocido por su estilo característico de riffs de guitarra apagados que agregaban un tono o "color" distintivo al ritmo, a menudo sincronizado con la caja, de los cientos de canciones exitosas grabadas en Hitsville U.S.A. para artistas de Motown. Entre las grabaciones donde Willis interpreta son "Please Mr. Postman" de The Marvelettes, "The Way You Do the Things You Do" de The Temptations, "You Keep Me Hanging On" de The Supremes y "I Was Made to Love Her" de Stevie Wonder. Aceptó una oferta de Phil Collins para tocar en Going Back, un álbum tributo del cantante a las canciones soul de la Motown de los 60.
Entre sus influencias destacan Chet Atkins, Wes Montgomery y Albert King. Durante la década de los 60, tocaba una a Gibson Firebird para después usar una Gibson ES-335. En la canción de The Supremes' "No Matter What Sign You Are", Willis tocaba el sitar eléctrico.

## Muerte
Willis murió el 20 de agosto de 2018, en Gore Springs (Misisipi) a los 82 años por sus complicaciones con la polio.